# سطح

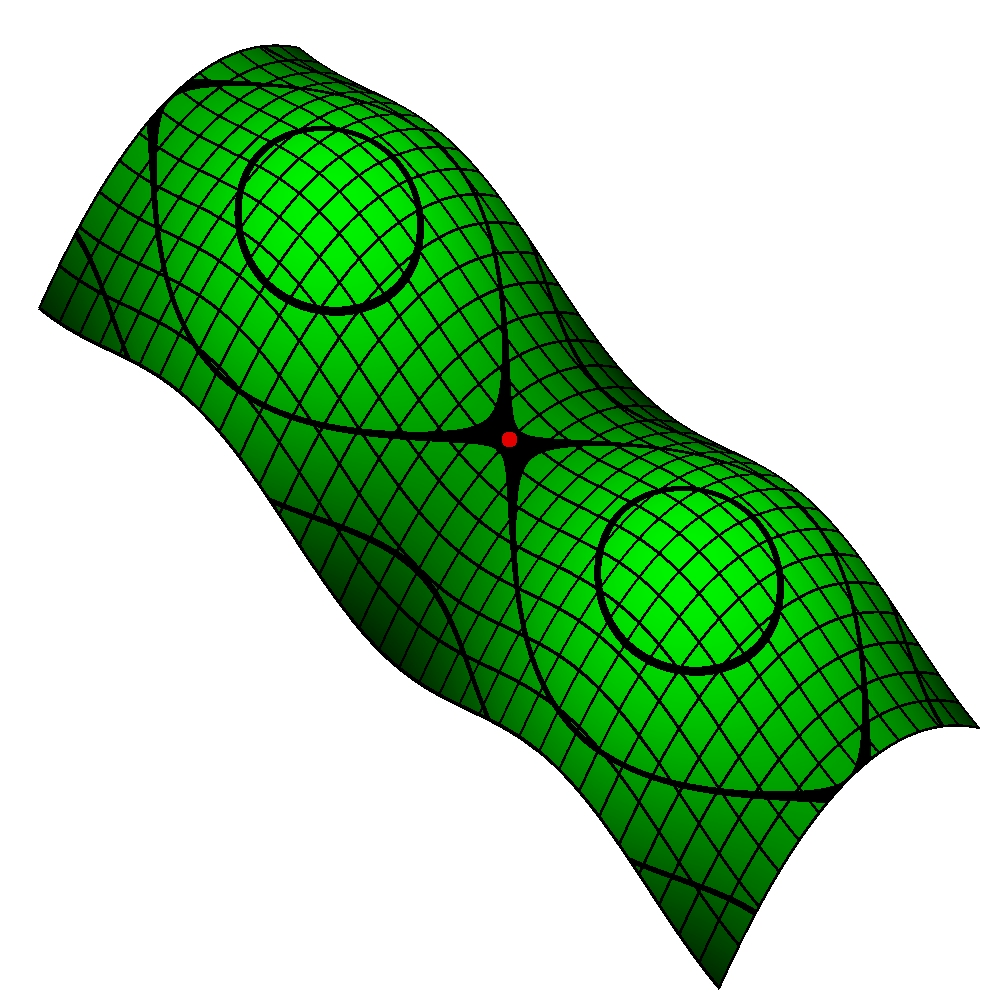
سطح مفتوح حيث تظهر حدود X-, Y-, و Z-.

مفهوم السطح يتشكل بطريقة بديهية بالتجربة اليومية. على سبيل المثال الأشياء الملموسة أو صفائح رقيقة للغاية. يمكن أن يتولد السطح في الهندسة الوصفية بطرق مختلفة. مثلا بحركة مستمرة يقوم بها خط أو بحدود جسم صلب. قد يكون السطح مستويا أو منحنيا أو محدودا أو غير محدود أو مفتوحا أو مغلقا. في الرياضيات, للسطح تعاريف مختلفة، الأكثر شيوعا هو مصطلح يستخدم للإشارة إلى مناطق في الفضاء ثلاثي الأبعاد.

## معرض صور
